# Heini Hemmi
Heini Hemmi, född 17 januari 1949 i Churwalden i Schweiz, är en schweizisk tidigare alpin skidåkare, med framgångar i mitten/slutet av 1970-talet.
Specialitet och den mest framstående grenen var storslalom.

## Världscupsegrar
- 18 mars 1976 - Storslalom i Mont-Sainte-Anne, Kanada
- 12 december 1976 - Storslalom i Val d'Isere, Frankrike
- 19 december 1976 - Storslalom i Madonna di Campiglio, Italien
- 2 januari 1977 - Storslalom i Ebnat-Kappel, Schweiz

Storslalomcupen:
- 1977 (delad seger med Ingemar Stenmark)

## Meriter

### VM och OS
- Olympiska vinterspelen 1976 - Guld i storslalom